# Круково (Західнопоморське воєводство)
Круково (пол. Krukowo) — село в Польщі, у гміні Карліно Білоґардського повіту Західнопоморського воєводства.
У 1975-1998 роках село належало до Кошалінського воєводства.